# Chamaecrista harneyi
Chamaecrista harneyi là một loài thực vật có hoa trong họ Đậu. Loài này được (Specht) Govaerts miêu tả khoa học đầu tiên năm 1999.